# Burkhardt Wolf
Burkhardt Johannes Wolf (* 1969 in Rheinfelden, Baden) ist ein deutscher Literatur- und Medienwissenschaftler sowie Übersetzer und Professor an der Universität Wien.

## Leben
Burkhardt Wolf studierte von 1991 bis 1997 Germanistik, Philosophie, Soziologie an der Ludwig-Maximilians-Universität München und Humboldt-Universität zu Berlin. Nach der Promotion 2003 an der HU Berlin war er Mitarbeiter von Joseph Vogl, nach der Habilitation 2012 dann Gastprofessor an der LMU München, HU Berlin, University of California, Santa Barbara sowie der Indiana University Bloomington (IUB). Seit 2019 ist er Professor für Neuere deutsche Literatur / Literatur- und Medientheorie am Institut für Germanistik der Universität Wien.
Seine Forschungsschwerpunkte sind: Poetologien der politischen Repräsentationen und Sozialtechnologien, Bürokratie und Gouvernementalität, Literatur und Ökonomie, Affektgeschichte und Medienanthropologie, Diskursgeschichte von Gefahr und Risiko sowie die Kultur- und Literaturgeschichte des Meeres und der Seefahrt.

## Schriften (Auswahl)
- Von der Kunst kleiner Ereignisse. Zur Theorie einer „minoritären Literatur“. Alexander Kluge und Gilles Deleuze. Marburg 1998, ISBN 3-8288-5007-3.
- Die Sorge des Souveräns. Eine Diskursgeschichte des Opfers. Berlin 2004, ISBN 3-935300-68-9.
- mit Karin Harrasser und Thomas Macho (Hrsg.): Folter. Politik und Technik des Schmerzes. Fink, München 2007, ISBN 978-3-7705-4415-8.
- Fortuna di mare. Literatur und Seefahrt. Berlin 2013, ISBN 978-3-03734-358-6.
- mit Andreas Bähr, Peter Burschel und Jörg Templer: Untergang und neue Fahrt. Schiffbruch in der Neuzeit. Göttingen 2020, ISBN 978-3-8353-1704-8.
- mit Peter Plener (Hrsg.): Teilweise Musil. Kapitelkommentare zum ›Mann ohne Eigenschaften‹. Zweiter Band:Aktenzeichen MoE – Bürokratie, Berlin 2020, ISBN 978-3-947238-26-2.
- mit Roland Innerhofer, Maren Lickhardt, Peter Plener (Hrsg.): Teilweise Musil. Kapitelkommentare zum ›Mann ohne Eigenschaften‹. Erster Band: Eine Art Einleitung, Berlin 2019, ISBN 978-3-947238-17-0.
- mit Joseph Vogl (Hrsg.): Handbuch Literatur & Ökonomie, Berlin/Boston 2019, ISBN 978-3-11-051682-1.

## Preise und Stipendien
- 1998–2001: Stipendiat (Doc) im Graduiertenkolleg »Codierung von Gewalt im medialen Wandel« (HU Berlin)
- 2003–2006: Stipendiat (Postdoc) im Paderborner Graduiertenkolleg »Reiseliteratur und Kulturanthropologie« sowie im Berliner Graduiertenkolleg »Codierung von Gewalt im medialen Wandel«
- DFG-Netzwerk »Gewalt der Archive« (Leitung gemeinsam mit Thomas Weitin)
- 2014: Wilhelm-Scherer-Preis für die Habilitationsschrift Fortuna di mare. Literatur und Seefahrt
- 2015: Research Fellow am Institute for Advanced Study / Kulturwissenschaftlichen Kolleg Konstanz
- 2016: Research Fellow am Internationalen Forschungszentrum für Kulturwissenschaften (ifk) in Wien/Linz
- 2016: Preis Geisteswissenschaften International (Auswärtiges Amt, Börsenverein des Deutschen Buchhandels, Fritz Thyssen Stiftung, Förderungs- und Beihilfefonds Wissenschaft der VG WORT) für Fortuna di mare
- 2016–2019: Heisenberg-Stipendium der Deutschen Forschungsgemeinschaft